# ناونچوف
ناوِنچوف (لهستانی: Nałęczów؛ ‏[naˈwɛnt͡ʂuf]) یک شهرک دارای چشمه‌های آب معدنی گرم است که در شهرستان پوواو واقع در استان لوبلین لهستان کوچک قرار دارد.
این شهر یکی از نقاط محبوب گردشگری نویسندگان نامدار لهستانی بولِـسواف پروس و استفان ژرومسکی بود و امروزه موزه‌های برای یادبود آن دو، در این شهر برپاست.
جمعیت یهودیان محلی در سال ۱۹۳۹ در حدود ۲۵۰ تا ۴۰۰ نفر بود. در بهار ۱۹۴۲، نیروهای آلمان نازی ناوِنچوف را به عنوان نقطه انتقال یهودیان مورد استفاده قرار داده و یهودیان منطقه را درون واگن‌های راه‌آهن حمل احشام جمع‌آوری نموده و به اردوگاه‌های مرگ بلزک و سوبیبور منتقل کردند. این عمل جامعهٔ یهودی این شهر را به‌کلی از بین برد.